# Mampang (Kota Pinang)
Mampang is een bestuurslaag in het regentschap Labuhan Batu Selatan van de provincie Noord-Sumatra, Indonesië. Mampang telt 2703 inwoners (volkstelling 2010).